# Messier 102

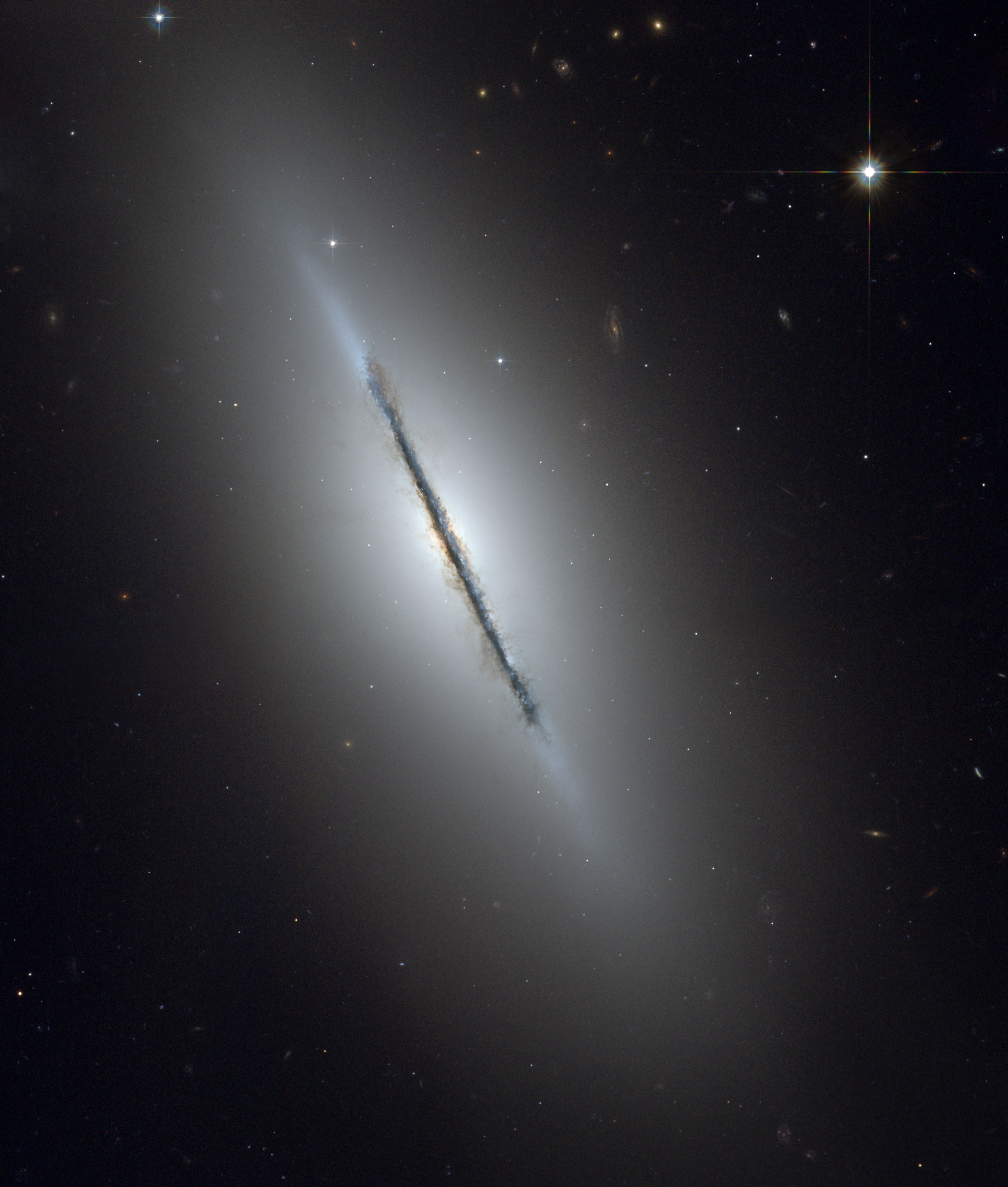
NGC 5866, en av flera möjliga kandidater till M102, fotograferad av Rymdteleskopet Hubble.

Messier 102 är en galax som även kallas Spolgalaxen. M102 heter den eftersom den är det 102:a objektet i Charles Messiers 1700-talskatalog över diffusa objekt på himlen.
Dess bestämning är omtvistad. Upptäckaren Pierre Méchain har senare menat att observationen var en förväxling med Messier 101.
Det finns emellertid skäl att tro att det kan vara frågan om NGC 5866, men det finns också flera andra galaxer som föreslagits som den rätta identiteten för M102.
M102 ligger i stjärnbilden Draken, 50 miljoner ljusår från oss, en platt galax, som från oss ter sig som ett tjockt streck.

## Andra möjliga objekt
M101 and NGC 5866 anses som de troligaste kandidaterna för M102, men det finns flera andra objekt som också är möjliga.
NGC 5879, NGC 5907 och  NGC 5908 är alla galaxer som befinner sig nära NGC 5866s position.
Emellertid är ingen av dessa tre objekt lika ljusstarka, varför de är mindre troliga som kandidater.
NGC 5928 är en galax av 14:e magnituden mellan stjärnorna ο Boötis och ι Serpentis.
J. L. E. Dreyer föreslog i sina kommentarer till New General Catalogue, att detta kunde vara den galax som numrerades M102. Det skulle i så fall bero på att ι Serpentis vid observationen förväxlats med ι Draconis.